# Acerca de la generación y la corrupción
Acerca de la generación y la corrupción (gr.: Περὶ γενέσεως καὶ φθορᾶς; lat.: De Generatione et Corruptione) es un tratado de Aristóteles.
Pertenece a sus tratados de temas físicos, y explica procesos que solo se dan en el mundo sublunar: la generación y la corrupción, esto es, el paso del «no ser» al «ser», y el del «ser» al «no ser». En esta obra Aristóteles postula la existencia de la materia prima como lo que subyace a los cuatro elementos y atribuye todos los procesos de generación y corrupción naturales al recorrido anual del sol en la eclíptica.

## Contenido

### Libro I
En los primeros cinco capítulos (1-5) del primer libro Aristóteles distingue la generación y la corrupción de la alteración, el aumento y la disminución. Estas secciones contienen numerosas referencias y críticas a las doctrinas de los filósofos anteriores, sobre todo los atomistas y Platón.
Dedica los siguientes cinco capítulos (6-10) a la conformación de lo que se genera. Esta se produce por combinación de componentes materiales, mediante su combinación. Estas ideas suponen las de acción, pasión y contacto.

### Libro II
En el segundo libro Aristóteles expone sobre los componentes de lo que se genera y corrompe, señalando que estos no son los llamados cuatro elementos: la tierra, el agua, el aire y el fuego. En realidad estos son cuatro cuerpos simples. Los componentes de los cuerpos son de una cierta materia prima, que recibe afecciones contrarias tales como el frío y el calor, la humedad y la sequedad. Las transformaciones entre los contrarios reciben una explicación satisfactoria en el hecho de que son afecciones, por lo que Aristóteles refuta la doctrina de Empédocles según la cual no hay transformación de un elemento cualquiera en otro (capítulos 1-8).
Los capítulos 9 y 10 contienen un examen de las causas de la generación y la corrupción. Parte de una crítica a las teorías anteriores, incluyendo la que Platón expone en el Fedón, concluyendo que no han sabido reconocer la causa eficiente de todo devenir:  el movimiento anual del Sol en el círculo de la eclíptica. El acercamiento y distanciamiento regular del Sol expone a la región sublunar (la tierra) a periodos de generación y destrucción a los que están atados todas las criaturas.
El último capítulo (11) discurre sobre la necesidad de lo que se genera y corrompe, y de la eternidad de los procesos de generación y corrupción.

### Ediciones
- Harold Henry Joachim (1868 – 1938). ἈΡΙΣΤΟΤΕΛΟΥΣ ΠΕΡΙ ΓΕΝΕΣΕΟΣ ΚΑΙ ΦΘΟΡΑΣ - Aristotle on Coming-to-be and Passing-away (De generatione et corruptione) A revised text with introduction and commentary by Harold H. Joachim. Oxford at the Clarendon Press, 1922.

### Traducciones
- Aristóteles. The student's Oxford Aristotle · Volume II · Natural Philosophy: Physica, De caelo, De generatione et corruptione. (en inglés). Oxford University Press 1942.

- Aristóteles. Acerca de la generación y la corrupción. Tratados breves de historia natural. Madrid: Editorial Gredos 1987. ISBN 84-249-1242-9.